# Alotanypus aris
Alotanypus aris är en tvåvingeart som först beskrevs av Roback 1971.  Alotanypus aris ingår i släktet Alotanypus och familjen fjädermyggor. Inga underarter finns listade i Catalogue of Life.